# Human (álbum de Rod Stewart)
Human es el décimo noveno álbum de estudio del cantante británico de rock Rod Stewart. publicado en 2001 por Atlantic Records. Es su primer y único trabajo con dicha discográfica, tras haber renunciado a Warner Bros. en el año anterior.
Es considerado como el punto cumbre de su baja popularidad en los mercados mundiales, proceso que había comenzado con su anterior disco When We Were the New Boys. Por otro lado, es su primera producción que no incluye ninguna canción escrita por él, ya que posee solo composiciones de otros artistas.
Dentro de los músicos que participaron en la grabación, destacaron los guitarristas Slash y Mark Knopfler.

## Recepción comercial y promoción
Su recepción fue muy similar a When Were the New Boys, en cuanto a escasa participación en las listas musicales y a las pocas ventas a nivel mundial. Un ejemplo es en los Estados Unidos donde solo logró el puesto 50 en los Billboard 200 y que cuyas ventas en ese país no alcanzan para alguna certificación discográfica. Cabe mencionar que se convirtió en su primer disco en entrar en la lista Top Internet Albums, también de los Estados Unidos, es el puesto 15. Aun así y al igual que lo ocurrido con su álbum anterior, logró muy buena aceptación en el mercado inglés donde alcanzó la novena posición en la lista UK Albums Chart. De igual manera fue certificado con disco de oro en el Reino Unido, luego de superar las 100 000 copias vendidas.
Por su parte, los sencillos promocionales lograron poca atención en las listas musicales, siendo «I Can't Deny It» el más exitoso de ellos, ya que  por ejemplo fue el único en entrar en los UK Singles Chart en la posición 26. Mientras que en los Estados Unidos obtuvo una mejor posición, ubicándose en el puesto 18 en la lista Hot Adult Contemporary Tracks.

## Lista de canciones
| N.º | Título                       | Escritor(es)                                         | Duración |  |
| 1.  | «Human»                      | Karl Gordon, Conner Reeves                           | 3:48     |  |
| 2.  | «Smitten»                    | Macy Gray, Arik Marshall, Dave Wilder, Jeremy Ruzuma | 5:00     |  |
| 3.  | «Don't Come Around Here»     | Jackie Joyce, Paul Berry, Mark Taylor, Kenny Thomas  | 3:49     |  |
| 4.  | «Soul on Soul»               | Marc Jordan, John Capek                              | 4:30     |  |
| 5.  | «Loveless»                   | Reeves, David Frank                                  | 4:00     |  |
| 6.  | «If I Had You»               | Andrew Davis, Serguéi Rajmáninov                     | 4:18     |  |
| 7.  | «Charlie Parker Loves Me»    | Jordan, Capek                                        | 4:41     |  |
| 8.  | «It Was Love That We Needed» | Curtis Mayfield                                      | 4:11     |  |
| 9.  | «To Be With You»             | Raul Malo                                            | 3:56     |  |
| 10. | «Run Back Into Your Arms»    | Graham Stack, John Reid, Brian Rawling               | 3:26     |  |
| 11. | «I Can't Deny It»            | Gregg Alexander, Rick Nowels                         | 3:44     |  |

| Pista adicional solo para el Reino Unido y Japón |         |              |          |  |
| N.º                                              | Título  | Escritor(es) | Duración |  |
| 12.                                              | «Peach» | Prince       | 3:47     |  |

## Posicionamiento en listas
| País           | Lista                | Posición |
| -------------- | -------------------- | -------- |
| Reino Unido    | UK Albums Chart      | 9        |
| Alemania       | Media Control Charts | 9        |
| Suecia         | Sverigetopplistan    | 13       |
| Austria        | Ö3 Austria Top 40    | 19       |
| Dinamarca      | Tracklisten          | 25       |
| Suiza          | Swiss Music Charts   | 36       |
| Estados Unidos | Billboard 200        | 50       |
| Japón          | Japan Albums Chart   | 66       |

## Músicos
- Rod Stewart: voz
- Helicopter Girl: voz principal en «Don't Come Around Here»
- Slash, Mark Knopfler, Jesse Johnson y Robert McIntosh: guitarra
- Pino Palladino: bajo
- Chris Pelcer y Steve Pigott: teclados
- Nick Richards: batería y percusión